# 誓い (ユン・サンヒョンの曲)
誓い（ちかい）は、ユン・サンヒョンの2ndシングルである。

## 収録曲
1. 誓い（4:55）
  - 作詞・作曲：森大輔、編曲：中西亮輔
2. 夏のトランク（4:17）
  - 作詞・作曲：広瀬香美、編曲：中野定博
3. ふたりの夏物語-NEVER ENDING SUMMER-（3:45）
  - 作詞：康珍化、作曲：林哲司、編曲：間力
4. 誓い（Instrumental）
5. 夏のトランク（Instrumental）
6. ふたりの夏物語-NEVER ENDING SUMMER-（Instrumental）

## 解説
1. 誓い
  - LaLaTV　邦題：僕の妻はスーパーウーマン　エンディングイメージソング。
  - 2010年8月放送　韓流フォンデュ　エンディングソング。
2. 夏のトランク
3. ふたりの夏物語-NEVER ENDING SUMMER-
  - 杉山清貴&オメガトライブが1985年にリリースした同名曲のカバー。